# Trottoar

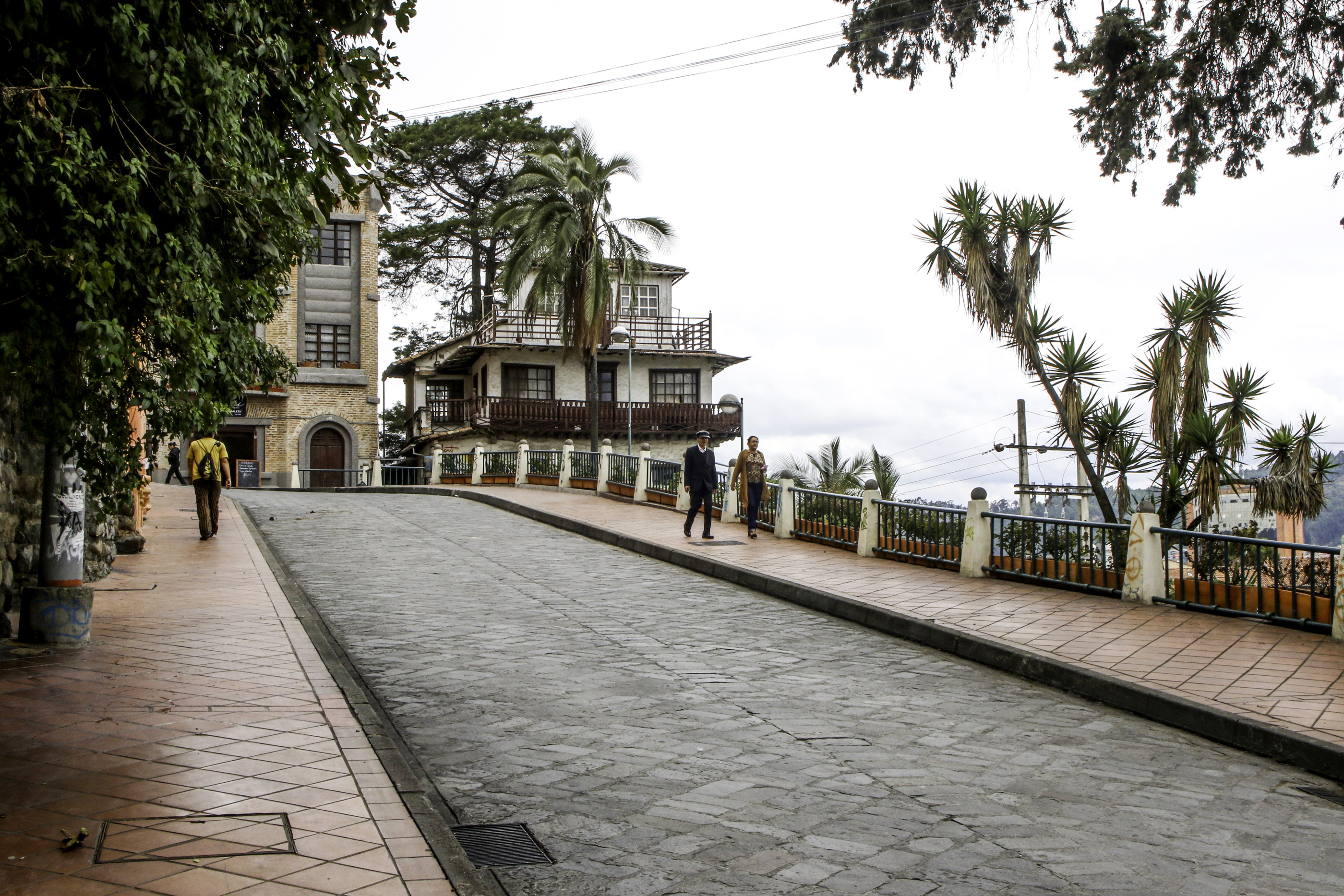
Trottoarer och gata i Cuenca, Ecuador.

En trottoar, av franska trottoir, är en gångbana vid en gata. 
En gata har många gånger en eller oftast två trottoarer som finns på sidorna längs med gatan. Denna är ej upplåten för fordon utan är normalt enbart avsedd för gående. Trottoaren är oftast något upphöjd i förhållande till gatan. Detta gör att de gående kan känna sig lite tryggare från trafiken då den så kallade trottoarkanten utgör ett hinder för fordon att köra upp på denna även om det ändå kan vara tekniskt möjligt. Trottoarer är normalt ca 1 decimeter högre än gatans nivå. Vid mer trafikerade gator kan det ibland finnas mer upphöjda och extra breda trottoarer. På denna sorts trottoarer brukar det ibland vara tillåtet att cykla. Om så är fallet är cykelbanan utmärkt med skylt för antingen cykelbana eller kombinerad gång- och cykelbana.